# Ленни, Барбара
Ба́рбара Ле́нни Ольги́н (исп. Bárbara Lennie Holguín; род. 20 апреля 1984, Мадрид) — испанская актриса аргентинского происхождения.

## Биография
Вскоре после рождения Барбары её семья переехала в Буэнос-Айрес. Барбара вернулась в Испанию, когда ей было шесть лет. Дебютировала в кино в возрасте пятнадцати лет. Изучала актёрское мастерство в Королевской высшей школе драматического искусства. Сыграла главные роли в фильме «Диктант», «Во всех песнях поётся обо мне», «Женщины в парке», «Обаба», «Велосипед», «Невидимый гость», «Все дни принадлежат тебе» и «Страданий больше, чем славы». Ленни также снялась в фильмах «Тринадцать роз» Эмилио Мартинес-Ласаро и «Кожа, в которой я живу» Педро Альмодовара.
За роль Лурдес в фильме «Обаба» получила номинацию на премию «Гойя» 2006 года в категории «Лучший женский актёрский дебют». В 2015 году за роль в фильме «Волшебная девочка» получила премию «Гойя» за лучшую женскую роль. Двукратный лауреат премии Святого Георгия (Premis Sant Jordi de Cine) в номинации лучшая женская роль в испанском фильме — 2009 год за фильм «Los condenados», 2018 год за фильмы «El reino» и «Лабиринты прошлого». В 2014 году была удостоена премии Гауди в номинации лучшая женская роль второго плана за фильм «Дитя».
На телевидении сыграла небольшую роль в «Красном орле» и одну из главных ролей в телевизионном сериале «Обратный отсчёт», где её партнёрами выступили Дани Мартин и Алекс Гонсалес. В телесериале «Изабелла» сыграла одну из главных ролей первого сезона — королевы Жуаны.